# Мізрахі
Мізрахі (івр. מזרחי , Mizraḥi , Mizraḥim східний) — умовна назва тієї частини євреїв, які проживають і проживали в країнах Близького Сходу та Північної Африки і вихідців з цих країн в Ізраїлі. У широкому сенсі, мізрахі — це насамперед назва арабських євреїв, а також перських, бухарських, гірських, індійських і курдистанських євреїв. Однак іноді цей термін вживають у вужчому сенсі, позначаючи ним тільки арабських євреїв, таким чином не включаючи перських, гірських, курдистанських та інших євреїв.
Якщо нащадки європейських євреїв — ашкеназі, особливо релігійні, зберігають субетнічну гомогенність, то мізрахі — це просто географічна збірна назва для дуже різних груп євреїв з різних мусульманських країн.
Самі євреї зі Сходу називають себе іракськими євреями, єменськими євреями («тайманці»), бухарським євреями, курдськими євреями («аншей таргум») і так далі. До східних євреїв часто відносять і сефардів, які сформувалися як субетнос на Піренейському півострові, але після вигнання розсіялися по всьому Середземномор'ю і просочилися місць, де осіли — а це в основному були території Османської імперії.
У сучасному Ізраїлі ашкеназі іноді називають всіх євреїв з Європи (включаючи голландських євреїв, які вийшли з Іспанії), а сефардами — всіх євреїв зі Сходу. Східні євреї розмовляють на різних мовах. В основному це арабська мова. Іранські євреї говорять на фарсі. Євреї з Курдистану використовують для спілкування новоарамейську мову, споріднену з давньою арамейською мовою. Мізрахі, котрі репатріювалися до Ізраїлю, говорять на івриті. Багато мізрахі, як деякі вважають, є нащадками євреїв, що не повернулися в давнину з Вавилонського вигнання.
За деякими даними, східні євреї можуть складати до 40 % населення Ізраїлю. Іноді стверджують, що мізрахі становлять незначну частину світового єврейства — близько 10 %. Після того, як в 1948 році було утворено державу Ізраїль, єврейські лідери усвідомили необхідність збільшення числа єврейського населення в країні. Західноєвропейські та американські євреї в масовому порядку в Ізраїль не їхали, Східна Європа не могла дати понад 300 тисяч репатріантів. Однак, багато євреїв проживало на Близькому Сході — наприклад, тільки в Іраку до масової репатріації в Ізраїль було близько 130 тисяч осіб єврейського населення, а в Марокко — приблизно 260 тисяч. Практично всі ці євреї опинилися в Ізраїлі. У Марокко сьогодні проживає близько 7 тисяч євреїв, в інших мусульманських країнах Північної Африки та Азії — і того менше (приблизно 370 людей в Ємені, близько сотні осіб в Іраку, менше ніж 50 осіб в Лівані).
Однак, в Ізраїлі східні євреї, протиставляючи себе ашкеназі, зуміли створити свою субкультуру. Так, в Ізраїлі існує популярний жанр близькосхідної музики під назвою мізрахі (або «музика Мізрахі»). Цей музичний жанр є сплавом арабської, турецької, індійської та інших східних музичних традицій, має характерну «східну» перкусію. Мізрахі супроводжується співом на івриті, арабською або інших східних мовах.

## Відомі мізрахі
- Галі (Авігаіль) Атарі (івр. גלי עטרי) — ізраїльська співачка, переможниця пісенного конкурсу Євробачення 1979.
- Пола Абдул — американська співачка, танцюристка, хореографка, акторка та телеперсона.
- Клод Коен-Таннуджі — французький фізик. Професор Вищої нормальної школи. Лауреат Нобелівської премії з фізики за 1997 рік за роботи з лазерного охолодження.
- Барух Бенасерраф — американський лікар-імунолог, який народився у Венесуелі. Лауреат Нобелівської премії з фізіології та медицини 1980 року за відкриття головного комплексу гістосумісності, групи генів, що відповідають за розпізнавання чужорідних речовин та розвиток імунної відповіді.
- Біньямін Бен-Еліезер — ізраїльський військовий і політичний діяч, лідер партії «Авода» у 2001—2002.
- Тамір Пардо — директор служби зовнішньої розвідки Ізраїлю «Моссад» з січня 2011 року.
- Мірра Альфасса (1878—1973) — духовна сподвижниця Шрі Ауробіндо, співзасновниця інтегральної йоги.
- Овад'я Йосип (івр. עובדיה יוסף; 1920—2013) — головний сефардський рабин Ізраїля в 1973—1983 роках, один з найбільших галахічних авторитетів сефардських євреїв, духовний лідер партії ШАС.
- Офра Хаза (івр. עפרה חזה; 1957—2000, Рамат-Ган, Ізраїль) — ізраїльська авторка-виконавиця, композиторка, піаністка, акторка та журналістка.

## Інші значення
- Мізрахі — назва сіоністського руху, заснованого на початку XX століття у Вільнюсі (іврит. «Мерказ Рухані» — духовний центр).
- 18997 Мізрахі — астероїд головного поясу, відкритий 1 вересня 2000 року.